# فرشید سلمان پور
فرشید سلمان پور متولد سال ۱۳۴۳ از روستای سنگاچین شهرستان بندر انزلی اولین مربی تیم ملی بادبانی بود.

## زندگی‌نامه
ورزش را از روستای سنگاچین و با شنا، فوتبال و ورزشهای رزمی و آبی شروع کرد. از آنجایی که برادرش مربی تیم ملی قایقرانی بود از ۱۷ سالگی ورزش حرفه‌ای را آغاز کرد؛ که البته رشته اصلی او شنای ۲۵ کیلومتر بود که در ایران، این رشته ورزشی تیمی ندارد.

## عناوین و افتخارات
- دو دوره قهرمان نجات غریق خاور میانه
- ۲ قهرمانی استان به عنوان مربی نجات غریق تیم سنگاچین
- مربی نجات غریق تیم ملی در مسابقات خاورمیانه

### رکوردهای جهانی
- او موفق شد یک قایق یک تنی را به مساحت ۵کیلومتر با شنا در مدت زمان دو ساعت و بیست دقیقه جابه‌جا کرده و رکورد جهان در این مورد را ثبت کند، البته قرار بود این مسافت ۱۰ کیلومتر باشد که بعد از ثبت رکورد دوستانش مانع از ادامه مسیر شدند و خودش معتقد است که در موقعیت مناسب این رکورد را نیز افزایش خواهد داد.[۴]
- دومین رکورد وی طی کردن مسافت چابکسر تا آستارا توسط قایق بادبانی است، لازم است ذکر شود که ایستادن روی تخته قایق بادبانی و حفظ تعادل نیاز به ۷ یا۸ ماه آموزش دارد، با این شرایط بنده شش روز و روزی هفت ساعت روی این تخته در حرکت بودم، و موفق شدم رکورد جهان را ثبت کنم.[۴]
- رکورد سوم را با دستگاه «آرگومتر» ثبت کرد، این دستگاه شبیه‌ساز قایقرانی (روئینگ) می‌باشد که ملی پوشان این رشته این دستگاه را به نام دستگاه مرگ می‌شناسند، و او موفق شد در مدت زمان پنج ساعت و بیست و پنج دقیقه و بیست و دو ثانیه ۹۵۰۰ حرکت را ثبت کند و چهار دوربین این رکورد را ضبط کردند تا برای ثبت در کتاب گینس از تصاویر استفاده کند.[۴]
- برای نخستین بار در جهان توانست قایق ۲ تُنی را به طول ۲ هزار و ۱۰۰ متر با شنا از دریا حمل به ساحل برساند.
- رکورد جهانی در دو بخش مسافت و زمان پاروزنی با پدل بورد (تخته پارویی) را جا به جا کند. مسیر خود را از سنگاچین این شهرستان آغاز کرد و توانست مسیر رفت و برگشت ۱۴۰ کیلومتری تا بندر کیاشهر را در ۲۵ ساعت بدون وقفه پاروزنی کند.

## مربیگری
- اولین مربی تیم ملی بادبانی ایران بوده‌است
- وی به عنوان مربی با تیم روئینگ نیز کار کرده
- در سال ۸۳ باشگاه سنگاچین را تأسیس کرده و موفقیتهایی را در این باشگاه کسب کرده است.[۴]

## چند کلامی از فرشید سلمان پور
بندر انزلی یک شهر توریستی است و پتانسیلهای فراوانی در این شهر وجود دارد، من فقط ذره‌ای از استعدادهای این شهر هستم، بنده چند پیشنهاد از خارج از کشور داشته‌ام اما به عشق مردم کشورم و شهرم در ایران به فعالیت خود ادامه داده‌ام.